# Caixa de Crèdit Seibu
La Caixa de Crèdit Seibu (西武信用金庫, Seibu Shinyō Kinko), també coneguda en anglés com a Seibu Shinkin Bank, és una caixa de crèdit o Shinyō Kinko (信用金庫), un tipus de cooperativa de crèdit pròpi del Japó. El seu codi bancàri és 1341. La caixa té la seua seu social a Nakano, Tòquio.
El nom de l'entitat, Seibu, és l'acrònim japonés de l'"oest de la província de Musashi". Com el seu nom suggereix, l'entitat opera a les regions occidentals i centrals de Tòquio, a la regió de Tama, a les frontereres ciutats de Sagamihara (a la prefectura de Kanagawa), Tokorozawa i Iruma (a la prefectura de Saitama). Tot i el nom de l'empresa, aquesta no té cap relació amb el grup Seibu, propietari dels grans magatzems i ferrocarrils homònims. Ajuntaments com els d'Akishima, Fussa, Higashi-Kurume i Hinode són clients oficials de l'entitat.
La caixa es creà el novembre de 1939 amb el nom de Caixa de Crèdit de Nogata. L'agost de 1948 es funda la Caixa de Crèdit de Fussa. Poc després, al novembre de 1952 la Caixa de Crèdit de Fussa canvia el seu nom pel de Caixa de Crèdit Takeyō després d'un procés de reorganització; per la seua banda, la Caixa de Crèdit de Nogata fa el mateix adoptant el nou nom de Caixa de Crèdit Cooperativa el juny de 1953. Finalment, el juny de 1969 les caixes de crèdit Takeyō i Cooperativa es fussionen en l'actual Caixa de Crèdit Seibu. El setembre de 2002 va absorbir la Caixa de Crèdit Heisei.

## Sucursals
L'entitat compta amb sucursals a les prefectures de Tòquio, Kanagawa i Saitama.
- Akishima (Tòquio): 3
- Kodaira (Tòquio): 2
- Tachikawa (Tòquio): 2
- Toshima (Tòquio): 1
- Nishi-Tōkyō (Tòquio): 2
- Higashi-Kurume (Tòquio): 1
- Fussa (Tòquio): 2
- Minato (Tòquio): 2
- Akiruno (Tòquio): 2
- Shibuya (Tòquio): 8
- Chūō (Tòquio): 1
- Nakano (Tòquio): 8
- Nerima (Tòquio): 1
- Higashi-Murayama (Tòquio): 1
- Bunkyō (Tòquio): 1
- Musashino (Tòquio): 2
- Ōme (Tòquio): 3
- Shinjuku (Tòquio): 2
- Chōfu (Tòquio): 1
- Hinode (Tòquio): 1
- Hachiōji (Tòquio): 3
- Higashi-Yamato (Tòquio): 2
- Machida (Tòquio): 1
- Musashi-Murayama (Tòquio): 1
- Kokubunji (Tòquio): 1
- Suginami (Tòquio): 9
- Chiyoda (Tòquio): 1
- Mizuho (Tòquio): 2
- Hamura (Tòquio): 2
- Fuchū (Tòquio): 1
- Mitaka (Tòquio): 1
- Meguro (Tòquio): 1
- Iruma (Saitama): 2
- Tokorozawa (Saitama): 1
- Sagamihara (Kanagawa): 3